# کوه بتلمنت
کوه بتلمنت (به انگلیسی: Battlement Mountain) یک کوه در ایالات متحده آمریکا است که در مونتانا واقع شده‌است. کوه بتلمنت  ۲٬۶۹۱٫۴۲ متر بالاتر از سطح دریا واقع شده‌است.